# Suchá nad Parnou
Pour les articles homonymes, voir Suchá.
Suchá nad Parnou (en allemand : Dürrnbach) est un village du district de Trnava, dans la région de Trnava, en Slovaquie.

## Histoire
La première mention écrite du village date de 1296.

## Démographie

### Évolution de la population
| Année:               | 1994. | 2004.    | 2014.    | 2024.    |
| -------------------- | ----- | -------- | -------- | -------- |
| Nombre de personnes: | 2241  | 1738     | 2041     | 2328     |
| Différence:          |       | -22,44 % | +17,43 % | +14,06 % |

| Année:               | 2023. | 2024.   |
| -------------------- | ----- | ------- |
| Nombre de personnes: | 2296  | 2328    |
| Différence:          |       | +1,39 % |